# Championnats du monde de cyclisme sur piste 1963
Navigation
Milan 1962 Paris 1964
Les championnats du monde de cyclisme sur piste 1963 se sont déroulés à Rocourt, en Belgique. Au total, neuf épreuves ont été disputées : sept par les hommes (3 pour les professionnels et 4 pour les amateurs) et deux par les femmes.

## Résultats

### Hommes

#### Podiums professionnels
| Compétition            | Or                     | Argent                | Bronze                 |
| ---------------------- | ---------------------- | --------------------- | ---------------------- |
| Vitesse individuelle   | Sante Gaiardoni Italie | Antonio Maspes Italie | Jos De Bakker Belgique |
| Poursuite individuelle | Leandro Faggin Italie  | Peter Post Pays-Bas   | Henk Nijdam Pays-Bas   |
| Demi-fond              | Leo Proost Belgique    | Paul Depaepe Belgique | Robert Varnajo France  |

#### Podiums amateurs
| Compétition            | Or                                                                                      | Argent                                                                                        | Bronze                                                               |
| ---------------------- | --------------------------------------------------------------------------------------- | --------------------------------------------------------------------------------------------- | -------------------------------------------------------------------- |
| Vitesse individuelle   | Patrick Sercu Belgique                                                                  | Sergio Bianchetto Italie                                                                      | Pierre Trentin France                                                |
| Poursuite individuelle | Jean Walschaerts Belgique                                                               | Stanislav Moskvine Union soviétique                                                           | Hugh Porter Royaume-Uni                                              |
| Poursuite par équipes  | Union soviétique Arnold Belgardt Sergeï Teretschenkov Stanislav Moskvine Viktor Romanov | Allemagne de l'Ouest Lothar Claesges Klemens Grossimlinghaus Karl-Heinz Henrichs Ernst Streng | Danemark Deut Hansen Preben Isaksson Leif Larsen Kurt Kurt Vid-Stein |
| Demi-fond              | Romain De Loof Belgique                                                                 | Karl-Heinz Matthes Allemagne de l'Est                                                         | Uli Cuginbuhl Suisse                                                 |

### Femmes
| Compétition            | Or                                | Argent                             | Bronze                            |
| ---------------------- | --------------------------------- | ---------------------------------- | --------------------------------- |
| Vitesse individuelle   | Galina Ermolaeva Union soviétique | Irina Kiritchenko Union soviétique | Valentina Savina Union soviétique |
| Poursuite individuelle | Beryl Burton Royaume-Uni          | Yvonne Reynders Belgique           | Lubov Rjabchenko Union soviétique |

## Tableau des médailles
| Rang | Nation               | Or | Argent | Bronze | Total |
| ---- | -------------------- | -- | ------ | ------ | ----- |
| 1    | Belgique             | 4  | 2      | 1      | 7     |
| 2    | Union soviétique     | 2  | 2      | 2      | 6     |
| 3    | Italie               | 2  | 2      | 0      | 4     |
| 4    | Royaume-Uni          | 1  | 0      | 1      | 2     |
| 5    | Pays-Bas             | 0  | 1      | 1      | 2     |
| 6    | Allemagne de l'Est   | 0  | 1      | 0      | 1     |
| 6    | Allemagne de l'Ouest | 0  | 1      | 0      | 1     |
| 8    | France               | 0  | 0      | 2      | 2     |
| 9    | Suisse               | 0  | 0      | 1      | 1     |
| 9    | Danemark             | 0  | 0      | 1      | 1     |
|      | TOTAL                | 9  | 9      | 9      | 27    |